# Laines-aux-Bois
Laines-aux-Bois és un municipi francès situat al departament de l'Aube i a la regió del Gran Est. L'any 2007 tenia 499 habitants.

## Demografia

### Població
El 2007 la població de fet de Laines-aux-Bois era de 499 persones. Hi havia 184 famílies de les quals 32 eren unipersonals (8 homes vivint sols i 24 dones vivint soles), 60 parelles sense fills, 88 parelles amb fills i 4 famílies monoparentals amb fills.
La població ha evolucionat segons el següent gràfic:
Habitants censats

### Habitatges
El 2007 hi havia 207 habitatges, 183 eren l'habitatge principal de la família, 7 eren segones residències i 17 estaven desocupats. 202 eren cases i 2 eren apartaments. Dels 183 habitatges principals, 172 estaven ocupats pels seus propietaris, 7 estaven llogats i ocupats pels llogaters i 4 estaven cedits a títol gratuït; 5 tenien dues cambres, 15 en tenien tres, 47 en tenien quatre i 116 en tenien cinc o més. 138 habitatges disposaven pel capbaix d'una plaça de pàrquing. A 59 habitatges hi havia un automòbil i a 118 n'hi havia dos o més.

### Piràmide de població
La piràmide de població per edats i sexe el 2009 era:
| Homes | Edats   | Dones |
| ----- | ------- | ----- |
| 0     | 95 o +  | 4     |
| 0     | 90 a 94 | 8     |
| 0     | 85 a 89 | 4     |
| 4     | 80 a 84 | 0     |
| 8     | 75 a 79 | 4     |
| 8     | 70 a 74 | 4     |
| 12    | 65 a 69 | 12    |
| 16    | 60 a 64 | 4     |
| 12    | 55 a 59 | 24    |
| 20    | 50 a 54 | 20    |
| 20    | 45 a 49 | 20    |
| 8     | 40 a 44 | 20    |
| 24    | 35 a 39 | 12    |
| 12    | 30 a 34 | 20    |
| 4     | 25 a 29 | 8     |
| 16    | 20 a 24 | 16    |
| 20    | 15 a 19 | 4     |
| 8     | 10 a 14 | 16    |
| 12    | 5 a 9   | 12    |
| 16    | 0 a 4   | 12    |

## Economia
El 2007 la població en edat de treballar era de 319 persones, 236 eren actives i 83 eren inactives. De les 236 persones actives 219 estaven ocupades (120 homes i 99 dones) i 17 estaven aturades (10 homes i 7 dones). De les 83 persones inactives 34 estaven jubilades, 34 estaven estudiant i 15 estaven classificades com a «altres inactius».

### Ingressos
El 2009 a Laines-aux-Bois hi havia 192 unitats fiscals que integraven 535,5 persones, la mediana anual d'ingressos fiscals per persona era de 22.839 €.

### Activitats econòmiques
Dels 14 establiments que hi havia el 2007, 1 era d'una empresa de fabricació d'altres productes industrials, 3 d'empreses de construcció, 4 d'empreses de comerç i reparació d'automòbils, 1 d'una empresa de transport, 2 d'empreses financeres, 2 d'empreses de serveis i 1 d'una empresa classificada com a «altres activitats de serveis».
Dels 4 establiments de servei als particulars que hi havia el 2009, 1 era un taller de reparació d'automòbils i de material agrícola, 2 fusteries i 1 electricista.
L'únic establiment comercial que hi havia el 2009 era una botiga de material esportiu.
L'any 2000 a Laines-aux-Bois hi havia 17 explotacions agrícoles que ocupaven un total de 832 hectàrees.

## Equipaments sanitaris i escolars
El 2009 hi havia una escola elemental.

## Poblacions més properes
El següent diagrama mostra les poblacions més properes.